# Cidenes
Cidenes (en grec antic: Κιδηνᾶς, Kidēnâs; en caldeu, Kidinnu) va ser un matemàtic i astrònom caldeu que va viure probablement al segle iv aC.

### Autors clàssics
Cidenes l'esmenten autors com ara Plini el Vell (II 6, 399), segons el qual el planeta Mercuri de vegades es pot veure «abans de sortir el sol i després de pondre's, però, d'acord amb Cidenes i Sosígenes mai més de 22 graus respecte del sol». També l'astròleg Veti Valent, en la seva Antologia, diu que fa servir de referència Hiparc de Nicea pels eclipsis solars, Sudines, Cidenes i Apol·loni de Perge pels eclipsis lunars, i el mateix Apol·loni pels dos tipus d'eclipsis. També l'astrònom Claudi Ptolemeu, quan tracta al seu Almagest (IV 2) sobre la duració i les proporcions de diversos períodes relacionats amb la lluna, tal com es coneixia «d'astrònoms antics» i «dels caldeus», amb les millores d'Hiparc; en un escoli en un manuscrit a propòsit d'aquest passatge s'indica que fou Cidenes que descobrí que 251 mesos sinòdics equivalen a 269 mesos anòmals. En fi, Cidenes també és citat per Estrabó (XVI 1.6) juntament amb Naburià i Sudines.

### Tauletes cuneïformes
El colofó de dues efemèrides lunars del «sistema B» de Babilònia indiquen que són el «tersitu» de «Kidinnu», on tersitu sembla que significa 'tauleta', 'eina' o potser 'pasta d'esmalt'. D'altra banda, una tauleta astronòmica cuneïforme malmesa procedent de Babiló indica que «Kidinu va ser assassinat amb l'espasa» el dia 15 del cinquè mes d'aquell any, és a dir, dia 14 d'agost del 330 aC, mesos després que Alexandre el Gran conquerís Babiló.

## Obra
Schnabel, en una sèrie d'articles publicats entre 1923 i 1927, atribuí a Cidenes el desenvolupament de l'anomenat «sistema babiloni B» per calcular efemèrides en el sistema solar, alhora que atribuí al també caldeu Naburià, anys abans, el desenvolupament del «sistema babiloni A». Neugebauer, però, discutí les datacions de Schnabel. El sistema B, que fa servir funcions lineals en ziga-zaga, és més sofisticat que el sistema A, que utilitza funcions per passes. Tots dos romangueren en ús fins al segle i aC.